# Jacques Schneider
Jacques P. Schneider (Parigi, 25 luglio 1879 – Beaulieu-sur-Mer, 1º maggio 1928) è stato un imprenditore e aviatore francese, noto per aver creato la Coppa Schneider.

## Biografia
Schneider nacque a Parigi il 25 luglio 1879. Suo padre era Paul Henry Schneider (1841-1916), e il nonno Adolphe Schneider (1802-1845), 
fondatore della Société Schneider et Cie. Si laureò in ingegneria all'École nationale supérieure des mines de Paris. La famiglia si occupava di industria metallurgica e di armamenti, oltre che di ferrovie e costruzioni navali.
Sposò Françoise Bourlon de Rouvre (1885-1931), figlia di Charles Bourlon de Rouvre. Ebbero due figlie: Monique (1908-1995), sposa in Étienne de Ganay (1899-1990), discendente di Étienne e Monique de Ganay che parteciparono alla spedizione La Korrigane, e Louise-Charlotte (14 luglio 1912 - 29 maggio 2012), cofondatore della Maison d'Ananie.
Schneider fu appassionato di aviazione e in particolare di gare. Divenne pilota di mongolfiera con l'AéroClub de France nel 1908. Stabilì un record di elevazione a 10.081 m.
L'interesse per i velivoli a motore iniziò con Wilbur Wright visto a Le Mans nell'agosto del 1908. Nel 1911 divenne pilota con brevetto numero 409. Subì un incidente severo che lo costrinse a smettere di volare. L'azienda di famiglia Schneider fallì dopo la Grande Guerra e si ridusse in povertà. Morì a Beaulieu-sur-Mer sulla riviera francese.

## Coppa Schneider

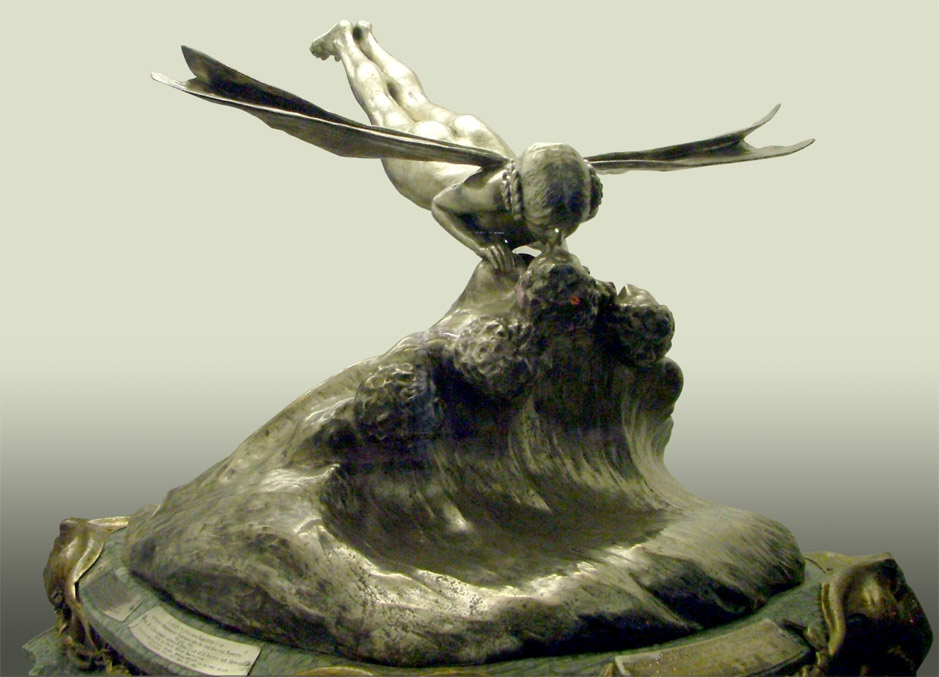
Coppa Schneider

Schneider intuì che l'idrovolante avrebbe avuto sviluppo notevole, con l'utilizzo di un idroscalo. Il 5 dicembre 1912, presso l'Aéroclub de France propose una gara annuale tra idrovolanti, la "Coupe d'Aviation Maritime Jacques Schneider" (Coppa Schneider). I partecipanti dovevano percorrere 150 miglia. Il premio fu di 25.000 franchi d'oro e una coppa. Se una nazione avesse vinto tre volte la coppa in cinque anni, sarebbe appartenuta a loro.

### Libri
- Jean-Louis Beaucarnot, Les Schneider, une dynastie, Hachette Littérature, 1986
- Elvire de Brissac, Ô dix-neuvième !, Grasset, prix Femina Essai, 2001
- Elvire de Brissac, Il était une fois les Schneider, Grasset, 2007
- Dominique Schneidre, Les Schneider, Le Creusot, Fayard, 1995
- Les Schneider, Le Creusot, une famille, une entreprise, une ville, 1836-1960, catalogue de l'exposition

### Siti web
- Gérard Hartmann, La 1ère Coupe internationale de vitesse Jacques Schneider (PDF), su hydroretro.net, 25 maggio 2008. URL consultato il 9 agosto 2013.
- Jacques SCHNEIDER, su Geneanet. URL consultato il 9 agosto 2013.
- Kenny Kemp, Destination Space: Making Science Fiction a Reality, Ebury Publishing, 31 dicembre 2012, ISBN 978-0-7535-4901-8. URL consultato il 9 agosto 2013.
- Birch Matthews, Race with the Wind: How Air Racing Advanced Aviation, Zenith Imprint, 2001, ISBN 978-0-7603-0729-8. URL consultato il 9 agosto 2013.
- The Schneider Cup, su Century of Flight. URL consultato il 9 agosto 2013 (archiviato dall'url originale il 13 marzo 2018).
- The Schneider Cup: Death of Donor, in Barrier Miner, 4 maggio 1928. URL consultato il 9 agosto 2013.